# 68325 Беґес
68325 Беґес (68325 Begues) — астероїд головного поясу, відкритий 23 квітня 2001 року.
Тіссеранів параметр щодо Юпітера — 3,150.